# Núi Nguộc
Núi Nguộc là ngọn núi thuộc huyện Thanh Chương, tỉnh Nghệ An, tiếng địa phương gọi là rú Nguộc. Trong sử liệu và các tài liệu cổ, rú Nguộc được gọi là Ngọc Lĩnh hoặc núi Ngọc. Núi cao 109m, mạch từ phía Bắc kéo xuống.

## Vị trí địa lý
Nằm trên trục đường quốc lộ 46 (Đường 15), thuộc địa bàn hai xã Ngọc Sơn và Thanh Ngọc, bên cạnh dòng sông Lam, cách tỉnh lỵ Nghệ An về phía Tây 40 km.
Sông Lam chảy qua khu vực này gặp núi Nguộc chặn dòng gây đổi hướng dòng chảy, tạo nên thế hiểm trở, sông chảy xiết, núi cheo leo. Người dân địa phương gọi khu vực này là Gành.
Từ phía Đông Bắc, phía Nam và Tây Nam nhìn sang núi có hình dáng của một con voi chiến. Theo đường quốc lộ 46 từ tỉnh lỵ đi lên, núi có 3 ngọn, hình dáng thanh tú. Ngọn cạnh sông Lam gọi là rú Trào, đỉnh ở giữa gọi rú Nguộc, ngọn còn lại thấp hơn ở phía bắc là rú Láng.

## Lịch sử
Vào giữa thế kỉ 16 vùng Thanh Chương, đặc biệt là vùng rú Nguộc, là nơi xảy ra nhiều trận thư hùng đẫm máu giữa các tướng lĩnh của hai tập đoàn phong kiến Lê – Trịnh và Mạc trên sông Lam .
Trong chiến tranh Việt Nam, người Mỹ đã thả xuống đây rất nhiều bom đạn nhằm triệt hạ đường 15 (quốc lộ 46), con đường vận chuyển huyết mạch nối từ Vinh lên đường mòn Hồ Chí Minh, Truông Bồn.

## Di tích
- Đền ba: Tọạ lạc trên ngọn chính của dãy núi thuộc phần đất làng Ngọc Sơn, xã Ngọc Sơn. Đền thờ thành hoàng làng Ngọc Sơn. Bài vị ghi: Bản cảnh thành hoàng đệ tam vị Càn phong Ngọc Lĩnh tối tú linh thần Thượng đẳng thần.
- Đền nhà chèo: Tọạ lạc tại khu vực hiểm trở (Gành) trên núi Nguộc, thuộc phần đất xã Thanh Ngọc. Nay chỉ còn lại nền cũ.